# Deus in Machina
Deus in Machina és una instal·lació artística experimental situada al confessionari de la Capella de Sant Pere, a Lucerna. El projecte va ser creat per l'equip artístic de Philipp Haslbauer i Aljosa Smolic del Immersive Realities Research Lab de la HSLU i Marco Schmid de la Capella de Sant Pere.
L'objectiu de la instal·lació és crear un espai d'intimitat que permeti als visitants interactuar amb un holograma d'aparença semblant a Jesús, impulsat per intel·ligència artificial. L'holograma respondrà verbalment a les preguntes i pensaments dels visitants, amb l'objectiu de crear una experiència significativa.
A més, "Deus in machina" busca generar un diàleg crític sobre els límits de la tecnologia en el context religiós. El projecte està recolzat per l'Església Catòlica de la Ciutat de Lucerna.